# 三川郵便局 (山形県)
三川郵便局（みかわゆうびんきょく）は、山形県東田川郡三川町にある郵便局。
かつては郵便区番号「997-13」の配達を受け持つ集配郵便局であったが、現在は鶴岡郵便局に移管され無集配郵便局となっている。

## 概要
住所：〒997-1301 山形県東田川郡三川町横山城下73-3

## 沿革
- 1874年（明治7年） - 横山郵便取扱所として開局[1]。
- 1875年（明治8年）1月1日 - 五等郵便局の横山郵便局となる[1]。
- 1885年（明治18年）10月1日 - 貯金預所設置[2]。
- 1886年（明治19年）4月15日 - 貯金預所廃止[3]。
- この間に廃止となる[4]。
- 1892年（明治25年）4月1日 - 横山郵便局（三等）として開局[5]。
- 1897年（明治30年）5月1日 - 郵便為替及び郵便貯金事務開始[6]。
- 1899年（明治32年）
  - 4月1日 - 電信為替事務開始[7]。
  - 12月1日 - 小包郵便取扱開始[8]。
- 1909年（明治42年）8月21日 - 電信及び電話通話事務開始[9]。
- 1925年（大正14年）6月11日 - 集配区内に栄郵便局（三等、無集配）開局[10]。
- 1926年（大正15年）1月1日 - 栄郵便局にて電話通話事務開始[11]。
- 1927年（昭和2年）2月21日 - 栄郵便局にて電信事務開始[12]。
- 1932年（昭和7年）
  - 2月16日 - 栄郵便局にて特設電話加入申請受理開始[13]。
  - 7月1日 - 栄郵便局にて電話交換業務開始[14]。
  - 10月26日 - 電話事務開始[15]。
  - 12月26日 - 電話交換業務開始[16]。
- 1940年（昭和15年）3月25日 - 電話事務廃止、栄郵便局が継承[17]。
- 1956年（昭和31年）6月10日 - 三川郵便局に改称[18]。
- 1964年（昭和39年）11月29日 - 栄郵便局にて電話交換業務廃止、鶴岡電報電話局に移管[19]。
- 1967年（昭和42年）3月31日 - 三川郵便局と栄郵便局にて和文電報配達事務廃止、鶴岡電報電話局に移管[20]。
- 2017年（平成29年）3月6日 - 集配業務を鶴岡郵便局へ移管、無集配局となる。

## 周辺
- 三川町立横山小学校
- 道の駅庄内みかわ